# Kapitanka (obwód kirowohradzki)
Kapitanka (ukr. Капітанка) – wieś na Ukrainie, w obwodzie kirowohradzkim, w rejonie hołowaniwskim, w hromadzie Pobuźke. W 2001 liczyła 1387 mieszkańców.